# The Satanic Mass
The Satanic Mass: Recorded Live at the Church of Satan è la prima registrazione audio di un rituale satanico officiato dal reverendo satanista Anton Szandor LaVey, registrato nel 1967 presso la sede della Chiesa di Satana, conosciuta con il nome di "The Black House" ("la casa nera"). L'album fu originariamente pubblicato nel 1968 in formato LP a 33 giri dall'etichetta di proprietà di LaVey, la Murgenstrumm. Il 21 giugno 1995 è stato ristampato in CD dalla Amarillo Records con l'aggiunta di una traccia bonus.
Il primo lato del disco contiene una registrazione del "battesimo" della figlia di LaVey, Zeena. Il secondo lato include due estratti dalla Satanic Bible, recitati da LaVey con l'accompagnamento di musica classica opera di Ludwig van Beethoven, Richard Wagner e John Philip Sousa.

## Tracce
1. The Satanic Mass - 19:48
2. Prologue - 2:45
3. Book of Satan, Verse I - 2:47
4. Verse II - 3:27
5. Verse III - 2:56
6. Verse IV - 1:47
7. Verse V - 2:54

Bonus Track Amarillo Records (1994)
1. Hymn of the Satanic Empire, or the Battle Hymn of the Apocalypse - 13:20